# LA Cumbre TV Abierta

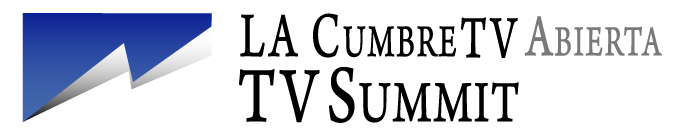
LA Cumbre TV Abierta

LA Cumbre TV / The TV Summit es un foro de discusión amplia sobre el mercado de televisión abierta, que tiene como objetivo identificar tendencias, alianzas y oportunidades de desarrollo, así como facilitar y fortalecer la integración entre los líderes de la industria en Latinoamérica (altos directivos de los principales canales de TV Abierta, agencias creativas, centrales de medios y anunciantes de LATAM). Creado en 2012, a excepción de 2020 y 2021 (cuándo se dio online por la pandemia), el evento se da anualmente en la ciudad de Nueva York. 
Durante LA Cumbre TV se realiza la ceremonia de entrega del  Premio Creatividad Innovación Televisión / The TV Awards, que desde 2013 reconoce, incentiva y difunde la excelencia en creatividad e innovación del contenido publicitario en la televisión, reconociendo a anunciantes, agencias, productoras y canales.
LA Cumbre TV / The TV Summit tiene apoyo de los canales miembros del Centro TV Internacional y del Centro TV Data+Digital.
| Bolivia  | Red Uno Unitel                               |
| Brasil   | Rede Globo                                   |
| Chile    | Mega                                         |
| Colombia | Caracol RCN                                  |
| Ecuador  | TC Televisión                                |
| México   | Televisa : Canal 5 : Las Estrellas : Gala TV |
| Panamá   | Medcom : Telemetro : RPC : Mall TV           |
| Perú     | América TV Latina                            |

En las ediciones anteriores de LA Cumbre, estuvieron presentes conferencistas de CBS de Estados Unidos, SBT de Brasil y Atresmedia de España, además de directivos de Artear, América, Canal 9, Telefe, Bolivision, Band, Canal 13, Chilevision, La Red, Telemundo, SNT, Canal 10, MonteCarlo, Teledoce, entre otros.
También marcaron presencia anunciantes como Coca Cola, Unilever, Procter & Gamble, Colgate Palmolive, Danone, Nextel, etc., agencias de publicidad internacionales como Lowe, Young & Rubican, BBDO, y agencias de medios representadas por OMD, Havas Media, Group M, IPG Mediabrands, BPN Media y Starcom.